# Martin Peerson
Martin Peerson (* um 1572 in March, Cambridgeshire; begraben 16. Januar 1651 in London) war ein englischer Komponist und Organist. 

## Leben
Bis 1613 studierte Peerson in Oxford. Im Jahre 1624 oder 1625 wurde er Organist und Chorleiter an der Londoner St Paul’s Cathedral.

## Werke (Auswahl)
- Teares or Lamentacions (1614)
- Tristitiae Remedium (1616)
- Private Musicke (1620) enthält weltliche Musik für ein oder zwei Stimmen, Geige und Virginal.
- Mottects or Grave Chamber Music (1630) enthält 15 lateinische Motetten.
- vier Cembalostücke: Alman, The Fall of the Leafe, Piper’s Paven, The Primrose im Fitzwilliam Virginal Book.